# 格連·卡馬拉
格連·卡馬拉（芬蘭語：Glen Kamara；1995年10月28日—），是一名塞拉利昂裔芬蘭職業足球員，現時效力法甲球會雷恩及芬蘭國家足球隊。司職中場。

## 球會生涯
卡馬拉出生於芬蘭坦佩雷，他曾效力修安聯的青年軍。2012年，他轉投阿仙奴的青年軍。
2014年12月，他在歐洲聯賽冠軍盃對陣加拉塔沙雷的比賽中被列入大軍名單，但並未有上陣機會。2015年10月27日，卡馬拉在20歲生日前一天首次代表阿仙奴一線隊上陣。他在英格蘭聯賽盃第4圈對陣錫周三的比賽中上陣60分鐘，但球隊作客以3比0大敗。
2016年8月31日，卡馬拉在夏季轉會窗最後一天被外借至科尔切斯特，直至2017年1月。
2017年7月13日，卡馬拉轉會至蘇格蘭足球超級聯賽球會登地，簽約2年。

## 國家隊生涯
卡馬拉曾代表芬蘭 U19及芬蘭 U21上陣。2015年6月，他在芬蘭國家足球隊對陣愛沙尼亞國家足球隊的國際友誼賽中，被列入大軍名單中，但未有上陣。

## 生涯統計
截至2016年11月12日
| 球會       | 球季        | 聯賽 | 聯賽 | 英格蘭足總盃 | 英格蘭足總盃 | 英格蘭聯賽盃 | 英格蘭聯賽盃 | 其他 | 其他 | 合計 | 合計 |
| 球會       | 球季        | 出場 | 入球 | 出場         | 入球         | 出場         | 入球         | 出場 | 入球 | 出場 | 入球 |
| ---------- | ----------- | ---- | ---- | ------------ | ------------ | ------------ | ------------ | ---- | ---- | ---- | ---- |
| 阿仙奴     | 2015-16賽季 | 0    | 0    | 0            | 0            | 1            | 0            | 0    | 0    | 1    | 0    |
| 科尔切斯特 | 2016-17賽季 | 4    | 0    | 0            | 0            | 0            | 0            | 2    | 0    | 6    | 0    |
| 生涯總計   | 生涯總計    | 4    | 0    | 0            | 0            | 1            | 0            | 2    | 0    | 7    | 0    |

## 榮譽

### 球會
格拉斯哥流浪
- 蘇格蘭足球超級聯賽冠軍：2020-21賽季[11]

### 個人
- 蘇格蘭足球超級聯賽賽事最佳陣容：2020-21賽季[12]

## 外部連結
- 格連·卡馬拉 （页面存档备份，存于）於阿仙奴官方網站上的資料
- 足球数据库：格連·卡馬拉的球员统计数据